# Eulaira kaiba
Eulaira kaiba là một loài nhện trong họ Linyphiidae.
Loài này thuộc chi Eulaira. Eulaira kaiba được Ralph Vary Chamberlin miêu tả năm 1949.